# David Nelson (Schauspieler)
David Nelson (* 24. Oktober 1936 in New York City; † 11. Januar 2011 in Los Angeles, Kalifornien) war ein US-amerikanischer Schauspieler, Filmregisseur und Filmproduzent.

## Leben und Karriere
David Nelson wurde als Sohn des Bandleaders und Sängers Ozzie Nelson und der Sängerin Harriet Hilliard geboren. Sein dreieinhalb Jahre jüngerer Bruder war der Sänger und Schauspieler Eric “Ricky” Nelson. Berühmt wurde er vor allem durch die langlebige Fernsehserie The Adventures of Ozzie and Harriet (1954–1966), in der er mit seinen Eltern und seinem Bruder auftrat. Zuvor war die Familie bereits ab 1944 gemeinsam in der Radioserie Here Come the Nelsons zu hören gewesen. David Nelson wurde sehr bekannt, stand aber etwas im Schatten des Erfolges seines jüngeren Bruders Ricky, der im Gegensatz zu ihm auch Sänger war und Charterfolge verbuchen konnte.
Bereits gegen Ende der Serie Adventures of Ozzie and Harriet führte David Nelson bei einigen Episoden Regie. Später war er als Regisseur für einige Fernsehserien, Dokumentationen und Low-Budget-Filme tätig. Zu seinen Kinofilmen zählen Childish Things (1969) mit Don Murray und Linda Evans, der Actionfilm Flug aus der Hölle (1983) mit Jan-Michael Vincent sowie der Pferdefilm Die Entführung (1984) mit George Kennedy. Seine letzte Regiearbeit bildete 1987 der Dokumentarfilm Rick Nelson: A Brother Remembers, in dem er das Leben seines kurz zuvor bei einem Flugzeugabsturz verstorbenen Bruders Ricky thematisierte. Neben seiner Tätigkeit als Regisseur und Produzent war David Nelson in späteren Jahren noch sporadisch als Schauspieler tätig: 1990 hatte er, in Reminiszenz an seine Zeit als 1950er-Jahre-Fernsehstar, eine Nebenrolle in der in dieser Zeitepoche spielenden Komödie Cry-Baby von John Waters.
Er war von 1961 bis 1975 mit der Schauspielerin June Blair (1932–2022) verheiratet, das Paar hatte zwei Kinder. Blair spielte in den späten Staffeln von The Adventures of Ozzie and Harriet auch die Serien-Ehefrau von David Nelson. Nach der Scheidung heiratete er im September 1975 Yvonne O’Connor Huston, deren drei Kinder er adoptierte und mit der er bis zu seinem Tod verheiratet blieb. David Nelson wurde 1996 mit einem Stern auf dem Hollywood Walk of Fame in der Kategorie Fernsehen geehrt. Im Januar 2011 starb er im Alter von 74 Jahren an den Folgen einer Darmkrebserkrankung.

## Filmografie (Auswahl)
Als Schauspieler
- 1952: Here Come the Nelsons
- 1952–1966: The Adventures of Ozzie and Harriet (Fernsehserie, 433 Folgen)
- 1957: Glut unter der Asche (Peyton Place)
- 1959: Tag der Gesetzlosen (Day of the Outlaw)
- 1959: Die Welt der Sensationen (The Big Circus)
- 1961: Die große Attraktion (The Big Show)
- 1978: Viel Rauch um nichts (Up in Smoke)
- 1983: High School U.S.A. (Fernsehfilm)
- 1990: Cry-Baby

Als Regisseur
- 1963–1966: The Adventures of Ozzie and Harriet (Fernsehserie, 8 Folgen)
- 1969: Childish Things
- 1973: Easy to Be Free (auch Filmproduzent)
- 1982: Death Screams
- 1983: Flug aus der Hölle (Last Plane Out; auch Filmproduzent)
- 1984: Die Entführung (Rare Breed)
- 1987: Rick Nelson: A Brother Remembers (Fernseh-Dokumentation; auch Produzent)